# Assemblea de cooperatives catalanes de 1898
El 20 de novembre de 1898 a la seu de la cooperativa La Bienhechora a Badalona, es va celebrar la primera assemblea de cooperatives catalanes, s'hi va decidir la fundació de la Revista Cooperativa Catalana i s'escollí un Comitè Regional.
La cooperativa La Bienechora va ser l'amfitriona d'una assemblea que es va celebrar a la seva seu i on van participar 36 delegacions de tot Catalunya. Va presidir la sessió Narcís Duran. Josep Salas Anton, representant català al Comitè cooperatiu estatal, hi va llegir una memòria sobre les cooperatives catalanes. S'hi acordà la preparació d'un Congrés Cooperatiu Catalano-Balear, que se celebraria el juny de l'any següent a Montjuïc (Barcelona) amb 48 delegacions i cent adhesions. També s'hi escollí el Comitè Regional, amb seu a Sant Feliu de Guíxols.

## Antecedents
L'assemblea de 1898 és el resultat d'una sèrie de trobades prèvies. El 16 de novembre de 1884 es va es van trobar 17 cooperatives a «La Bienechora» en una reunió presidida per Josep Viñas. S'hi va escollir una junta que organitzaria les següents trobades. El 6 de desembre del mateix any es va fer una trobada a "L'Obrera" de Mataró.
El 5 d'abril de l'any següent, de nou 17 cooperatives es van trobar a "El Porvenir" de Cornellà, per fer aportacionslegals per presentar-les a les Corts espanyoles. El 14 de juny es va fer una altra trobada a "La Bienechora" on ja van ser 26 cooperatives.
En els anys següents hi va haver una sèrie de fets que van facilitar l'impuls del moviment cooperatiu. L'any 1887 es va aprovar la "Llei d'associacions" que facilitava la creació de cooperatives i el 1890 es va celebrar el Congrés Internacional cooperatiu de Marsella, amb participació com a delegat de Pere Viñas, soci protector de «La Bienechora» i de les corals obreres de Badalona. Al 1896 hi va haver el Congrés Internacional Cooperativista de París.
El 1897, dos anys abans de l'assemblea, es va fer una reunió el 19 d'abril a "La Bienechora" i una altra al domicili de Josep Salas Anton, a Barcelona.

## Cooperatives participants
Les cooperatives participants venien de tot el territori català, principalment dels que estaven més ben comunicats entre elles. Hi van participar delegacions d'11 de les actuals comarques, amb una participació més gran dels municipis del pla de Barcelona, el Maresme i el Llobregat. De Badalona, a més de la Bienechora, hi va participar La Verdadera Fraternidad, que se n'havia escindit.
| Cooperativa                              | Any creació | Any desaparició | Localitat                      | Barri                    | Comarca           |
| ---------------------------------------- | ----------- | --------------- | ------------------------------ | ------------------------ | ----------------- |
| La Unión Samboyana                       |             |                 | Sant Boi de Llobregat          |                          | Baix Llobregat    |
| La Fraternidad                           |             |                 | Sant Feliu de Llobregat        |                          | Baix Llobregat    |
| La Unión                                 |             |                 | Sant Joan Despi                |                          | Baix Llobregat    |
| La Igualdad                              |             |                 | Sant Vicenç dels Horts         |                          | Baix Llobregat    |
| La Bienechora                            | 1874        | 1914            | Badalona                       |                          | Barcelonès        |
| La Verdadera Fraternidad                 | 1898        |                 | Badalona                       |                          | Barcelonès        |
| Nuestra Señora de Montserrat             |             |                 | Barcelona                      | Barceloneta              | Barcelonès        |
| La Constancia Graciense                  |             |                 | Barcelona                      | Gràcia                   | Barcelonès        |
| La Lealtad                               |             |                 | Barcelona                      | Gràcia                   | Barcelonès        |
| La Patata Martinense                     | 1898        |                 | Barcelona                      | Sant Martí de Provençals | Barcelonès        |
| Paz y justicia                           |             |                 | Barcelona                      | Sant Martí de Provençals | Barcelonès        |
| La Hormiga (Obrera)                      | 1885        | 1918            | Barcelona                      | Sants                    | Barcelonès        |
| La Lealtad Sansense                      | 1891        | 1939/1950       | Barcelona                      | Sants                    | Barcelonès        |
| La Obrera Fideuera                       | 1898        |                 | Barcelona                      |                          | Barcelonès        |
| La Agrícola                              | 1893        |                 | Sant Fruitós del Bages         |                          | El Bages          |
| La Cooperativa de Manlleu                |             |                 | Manlleu                        |                          | Osona             |
| La Paz Rodense                           | 1897        |                 | Roda de Ter                    |                          | Osona             |
| La Primera del Ter                       | 1898        |                 | Roda de Ter                    |                          | Osona             |
| La Cooperativa de trabajadores agrícolas |             |                 | Cornudella del Priorat         |                          | Priorat           |
| La Económica Masnovense                  |             |                 | El Masnou                      |                          | Maresme           |
| La Alianza                               | 1892        |                 | Premià de Mar                  |                          | Maresme           |
| La Unió                                  | 1875        | 1939            | Premià de Mar                  |                          | Maresme           |
| La Obrera Tianense                       |             |                 | Tiana                          |                          | Maresme           |
| La Protectora Vendrellense               |             |                 | Vendrell                       |                          | Baix Penedés      |
| La Equitativa                            | 1887        | 1996            | Palamós                        |                          | Baix Empordà      |
| La Económica                             |             |                 | Sant Feliu de Guíxols          |                          | Baix Empordà      |
| La Protectora Civil                      |             |                 | Cassà de la Selva              |                          | Gironés           |
| La Regeneración                          |             |                 | Llagostera                     |                          | Gironés           |
| La Fraternidad                           | 1895        | 1979            | Castellfollit de la Roca       |                          | La Garrotxa       |
| La Cooperativa Sanjuanense               |             |                 | Sant Joan Sanfons [les Fonts?] |                          | La Garrotxa       |
| La Castellarense                         |             |                 | Castellar del Vallès           |                          | Vallès Occidental |
| La Indústria Rubinense                   |             |                 | Rubí                           |                          | Vallès Occidental |
| La Sabadellense                          | 1870        |                 | Sabadell                       |                          | Vallès Occidental |
| La Protectora Civil                      | 1898        | 1916            | Terrassa                       |                          | Vallès Occidental |
| Ullés y compañía                         |             |                 | Terrassa                       |                          | Vallès Occidental |
| La Amistad                               |             |                 | Sant Celoni                    |                          | Vallès Oriental   |

Font: Cooperació catalana, núm.1, maig 1899, pàgines 3 i 4.